# Pflugstraße (Berlin)

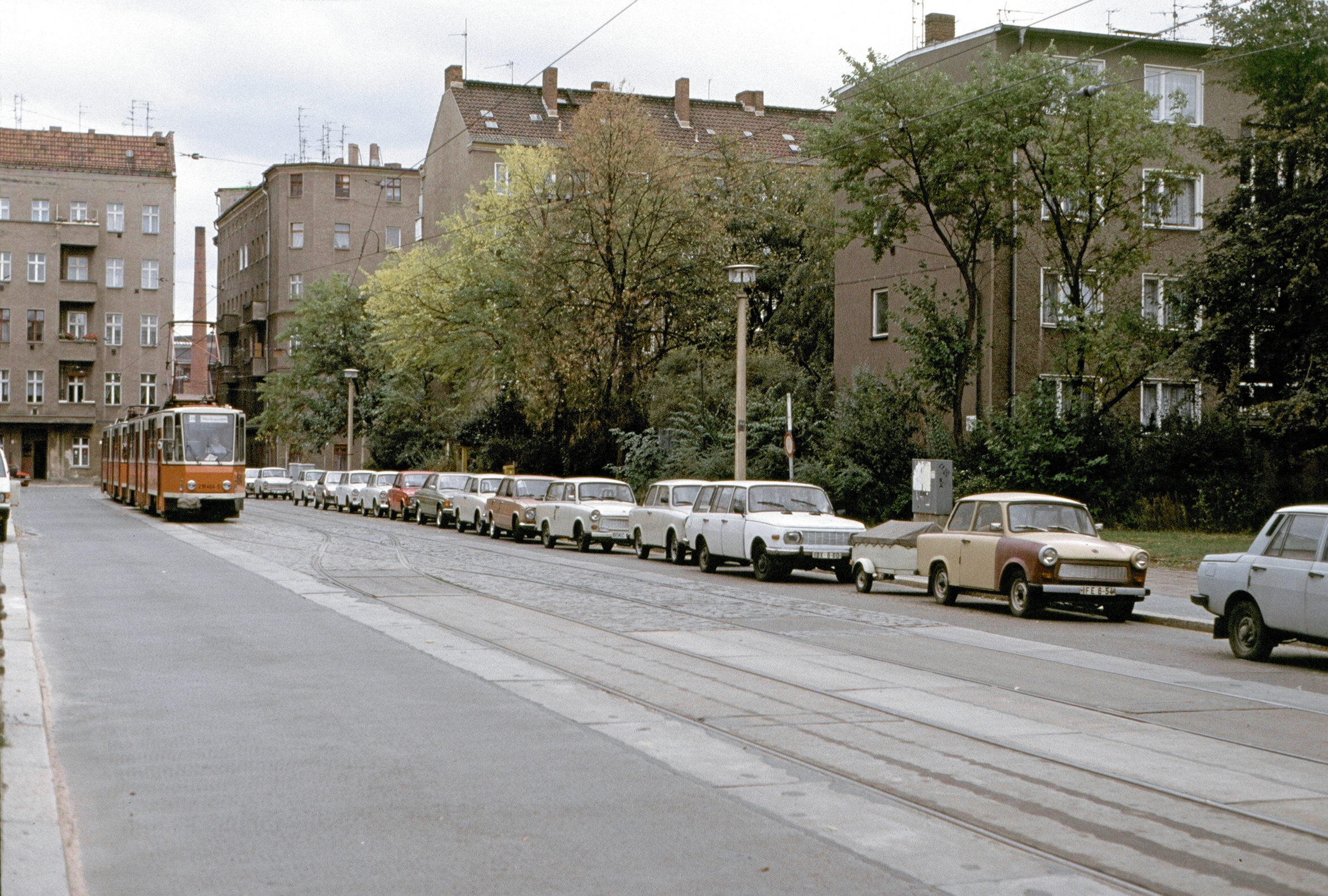
Blick zur Schwartzkopffstraße, 1991

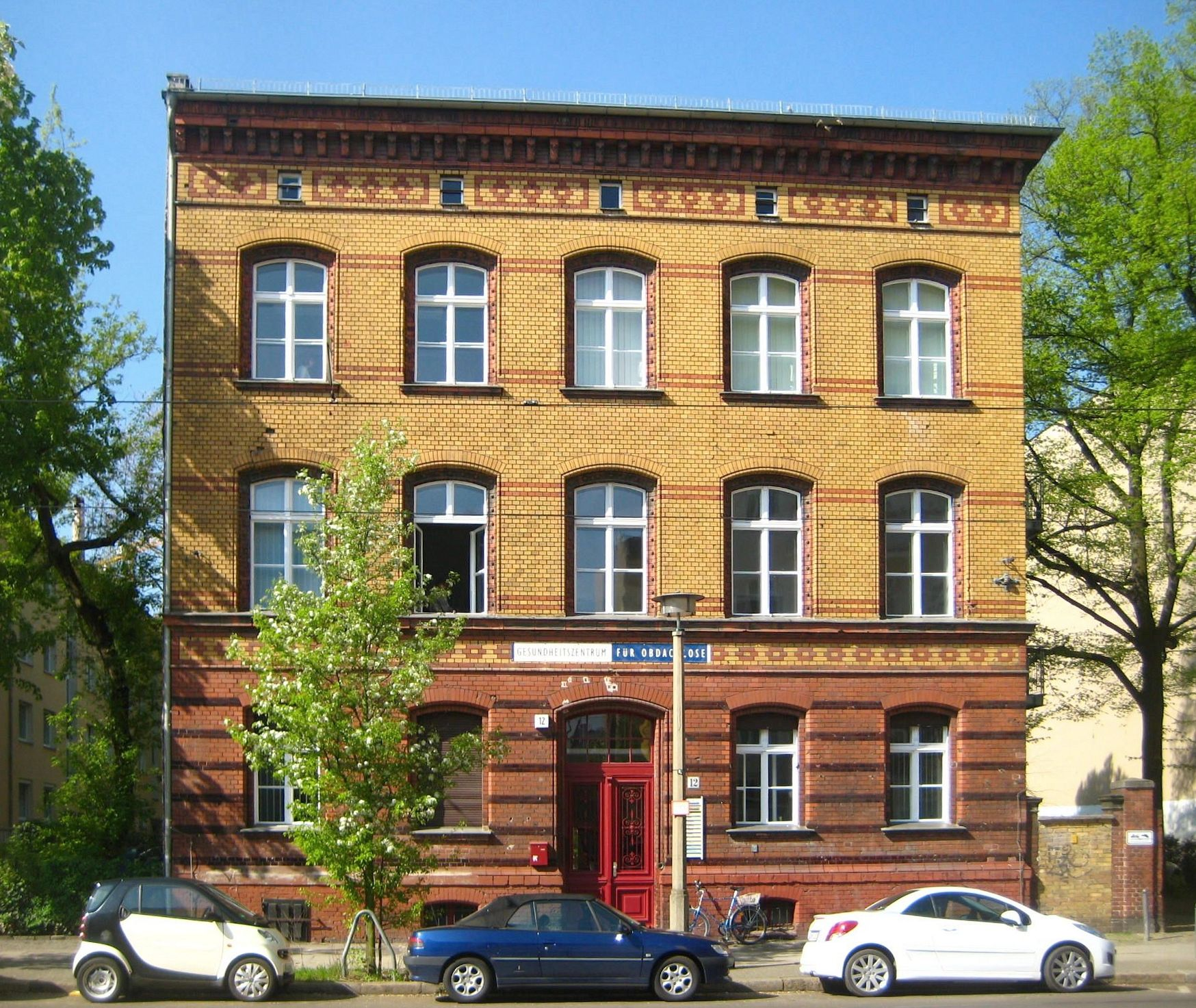
Das ehemalige Direktorenwohnhaus, jetzt Gesundheitszentrum für Obdachlose

Die Pflugstraße in der Oranienburger Vorstadt im Berliner Ortsteil Mitte ist eine nordöstliche Parallelstraße zur Chausseestraße. Sie verbindet die Schwartzkopffstraße mit der Wöhlertstraße. Die 1888 angelegte Straße erhielt am 12. März 1889 ihren Namen nach dem Berliner Unternehmer Friedrich Adolf Pflug, der seit 1839 an der Chausseestraße seine Maschinenbauanstalt für Eisenbahnwaggons betrieb. Bis 2013 bildete die Pflugstraße mit Schwartzkopff- und Wöhlertstraße die Wendeschleife mehrerer Straßenbahnlinien.

## Objekte
Ein etwa 100 Meter langer, geschlossener Abschnitt der Hinterlandmauer zum ehemaligen Todesstreifen des Nordbahnhof-Geländes hinter den Grundstücken der Hausnummern 1–6a ist denkmalgeschützt.
In Nummer 7 verbrachte der Ich-Erzähler in  der Trilogie Die Ästhetik des Widerstands von Peter Weiss gegen Ende des Ersten Weltkriegs einige Kindheitsjahre.
Die Hausnummern 9 und 10 bilden den Wöhlertgarten, eine Mietergenossenschaft mit 123 Wohneinheiten. Das Ensemble aus heute fünf neoklassizistischen Gebäuden – drei weitere wurden im Zweiten Weltkrieg zerstört – ist um 1910 auf dem Gelände eines Kohlengroßhandels entstanden. Seit 2009 befindet sich in Nummer 9a die Bundesgeschäftsstelle der Piratenpartei Deutschland.
Zwischen den Häusern liegt ein Zugang zu den weiter nördlich an der Liesenstraße gelegenen Friedhöfen der Hedwigs-, der Dom- und der Französischen Gemeinde; sie sind Gartendenkmäler. Pflugstraße 10 war zu DDR-Zeiten auch die Adresse des Friedhofswärterhauses dieser drei Friedhöfe, deren zum Bezirk Mitte gehörige Teile auf dem Mauerstreifen lagen und von der zu West-Berlin gehörenden Liesenstraße aus nicht betreten werden konnten.
Hausnummer 12 ist das Rektorengebäude der ehemaligen 111. und 186. Gemeindedoppelschule. Es wurde 1889/1890 nach Plänen von Hermann Blankenstein errichtet. In der Denkmaldatenbank Berlin ist „die typisierte Bauweise in den für Blankenstein üblichen spätklassizistischen Formen“ beschrieben: „Das einfach und klar gegliederte dreigeschossige Gebäude über quadratischem Grundriss wird bestimmt von der gleichmäßigen Reihung der Segmentbogenfenster, die eingebunden sind in die horizontalen farbigen Ziegelbänder, dem farbig abgesetzten Sockelgeschoss, den einfachen Ziegelornamentbändern unter Haupt- und Gurtgesims sowie einem ausladenden Kranzgesims als Gebäudeabschluss.“
Die Schulgebäude wurden im Zweiten Weltkrieg zerstört und danach enttrümmert. Die Flächen blieben unbebaut und wurden als Spielplatz genutzt. Das Rektorenhaus war bis 2004 eine Kindertagesstätte. Seit 2006 betreibt hier die Stiftung von Jenny de la Torre Castro ein Gesundheitszentrum für Obdachlose.